# Dreischusterhütte

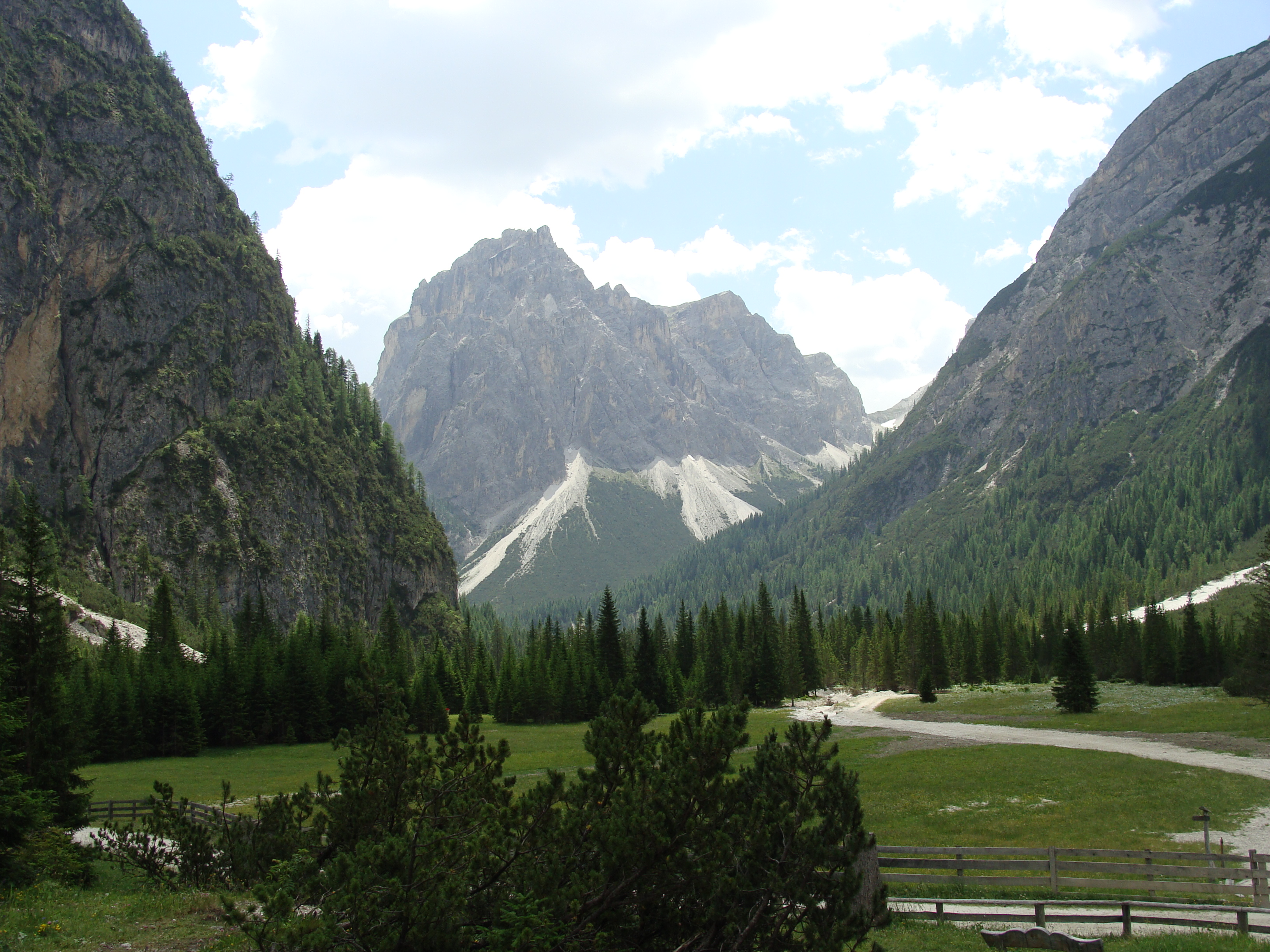
Morgenkopf – Blick von der Dreischusterhütte im Innerfeldtal.

Die Dreischusterhütte (italienisch Rifugio Tre Scarperi) ist eine Schutzhütte der Sektion Drei Zinnen des Alpenvereins Südtirol in den Sextner Dolomiten (Südtirol, Italien). Sie befindet sich auf einer Höhe von 1635 m im Innerfeldtal, das Teil des Naturparks Drei Zinnen ist.

## Geschichte
Eine erste einfache Holzhütte wurde schon vor dem Ersten Weltkrieg in den Jahren 1911 bis 1913 erbaut. Diese Hütte wurde 1923 durch einen Brand vollständig zerstört. Ein Jahr später erfolgte die Errichtung eines ersten Steinbaus mit Wirtschafts- und Schlafräumen. Nach mehrmaligen Besitzerwechsel ging die Hütte 1934 in den Besitz der „Ente per le Tre Venezie“ über, die das Haus als Ferienheim nutzte. Im Jahr 1973 erwarb der Alpenverein Südtirol das Haus, ließ das im schlechten Bauzustand stehende Haus abbrechen und errichtete etwas weiter oben die neue Hütte, die 1975 eröffnet wurde.

## Zugänge und Übergänge
Der einfachste Zugang erfolgt über die Fahrstraße im Innerfeldtal, wo sich mehrere Parkplätze befinden. Ein Wanderparkplatz liegt etwa zwei Kilometer unterhalb der Hütte. Die Zufahrt zu diesem ist allerdings zeitlich limitiert. Der Parkplatz wird per Bus von Innichen angefahren. Parallel zur Fahrstraße verläuft auch ein Wanderweg. Vom Talort Sexten kann die Hütte über das Gselltal, Außergsell und Steinalpe erreicht werden. Der Zugang von Innichen erfolgt über die Innicher Alm (1703 m), optional ausgehend von der Bergstation der Sesselbahn nahe der Haunoldhütte. Die nächste erreichbare Hütte im Naturpark Drei Zinnen ist die Dreizinnenhütte (2405 m).

## Gipfelbesteigungen
Die Hütte kann als Ausgangspunkt für eine Tour zur Dreischusterspitze (3145 m) dienen. Der Normalweg im Schwierigkeitsgrad III (UIAA) ist eine lange und orientierungstechnisch anspruchsvolle Klettertour. Er führt von der Dreischusterhütte durch das nordwestlich gelegene Steinalpkar zur Steinalpscharte und dann durch die Ostflanke. Nahe der Hütte zweigt auch der Anstieg vom Innerfeldtal durch das Kohlenbrenntal zum viertürmigen Kamm der Haunoldgruppe ab. Hier kann der ein Gipfelkreuz tragende Hauptgipfel (2966 m) erreicht werden. Der Aufstieg erfolgt überwiegend auf unmarkierten Wegen. Bei einem weiteren Aufstieg im Innerfeldtal können abzweigend in das Hangenalpeltal über die Lückele-Scharte (2545 m) die nahe beieinanderliegenden Gipfel des Hochebenkofels (2905 m) und des Birkenkofels (2922 m) erreicht werden. Bei einem Abzweig in den Innichbacherngraben kann der Aufstieg zur Schusterplatte (2957 m) erfolgen. Beim Übergang zur Dreizinnenhütte können die Klettersteige zum Toblinger Knoten oder zum Paternkofel lohnende Ziele sein.